# Gerbilliscus afra
Gerbilliscus afra — вид гризунів, що зустрічається лише в ПАР. Його природні місця проживання — субтропічні або тропічні сухі чагарники та пустелі помірного поясу.